# Patrick Schwarzenegger
Patrick Arnold Shriver Schwarzenegger, född 18 september 1993 i Los Angeles, Kalifornien, är en amerikansk skådespelare och modell.

## Biografi
Patrick Schwarzenegger är född och uppvuxen i Los Angeles, Kalifornien. Han är son till journalisten Maria Shriver och Arnold Schwarzenegger.

## Filmografi
| År   | Titel            | Roll             | Anmärkning |
| ---- | ---------------- | ---------------- | ---------- |
| 2006 | The Benchwarmers | Jock Kid Game #3 |            |
| 2012 | Stuck in Love    | Glen             |            |
| 2013 | Grown Ups 2      | Frat Boy Cooper  |            |
| 2018 | Midnight Sun     |                  |            |
| 2025 | The White Lotus  | Saxton Ratliff   |            |